# Katastrofa ekologiczna na Odrze
Katastrofa ekologiczna na Odrze – seria masowych pomorów ryb i innych zwierząt w Odrze lub jej dorzeczu, do których dochodzi od lata 2022 roku.

## Przebieg katastrofy

### 2022
Śnięte ryby w Odrze pojawiły się 26 lipca 2022, w okolicy Jazu Lipki na granicy województwa opolskiego i dolnośląskiego, kilka kilometrów w dół rzeki od Brzegu w województwie opolskim. Pierwsze informacje, które dotyczyły masowego śnięcia ryb, wpłynęły do Inspekcji Ochrony Środowiska już 27 lipca⁣. Następnie w połowie czerwca w kilku miejscach Odry – na kanałach Kędzierzyńskim i Gliwickim na wysokości śluzy Nowa Wieś w Kędzierzynie-Koźlu obserwowano przypadki śnięcia ryb, jednakże instytucje środowiskowe nie znalazły związku z lipcowym zdarzeniem. Początkowo masowe śnięcia ryb rejestrowano w miejscowościach znajdujących się w woj. dolnośląskim, jednak później zanotowano kolejne przypadki w województwie lubuskim. Do 10 sierpnia wędkarze, aktywiści i Straż Rybacka wyłowili z rzeki co najmniej 9 ton martwych ryb, zauważono także martwe bobry, ptaki i małże. Tylko 11 sierpnia 2022 wyłowiono co najmniej 10 ton ryb jedynie z 200-kilometrowego odcinka na północ od rzeki Oławy w południowo-zachodniej Polsce. Do godz. 8:00 13 sierpnia z Odry od wysokości Katowic do Gryfina wyłowiono ponad 28 ton śniętych ryb. Pojawiły się doniesienia o poparzeniach osób mających kontakt z wodą. Sytuacja została określona przez hydrologów jako bezpośrednie zagrożenie zarówno ekosystemu, jak i życia i zdrowia ludzi. Dokładna skala katastrofy ekologicznej jeszcze nie jest znana, do połowy sierpnia laboratoria służb środowiskowych nie podały też przyczyn skażenia.

### 2023
26 lipca 2023 roku w rzece Odrze na terenie województwa śląskiego podczas rejsu patrolowego przy polsko-czeskiej granicy pracownicy Wód Polskich zauważyli śnięte ryby. Następnego dnia wojewoda śląski Jarosław Wieczorek podał, że do godziny 8 wyłowiono ich ponad 1100 kg.
We wrześniu 2023 roku na Kanale Gliwickim miały miejsce kolejne wystąpienia śniętych ryb, tylko 15 września z wód kanału odłowiono 228 kg martwych ryb, następnego dnia rano kolejne 122 kg.

### 2024
Na początku maja 2024 roku znowu pojawiły się przypadki śniętych ryb na Kanale Gliwickim. Strażacy wyłowili ich z wody blisko półtorej tony. W następnym miesiącu władze Brandenburgii poinformowały o kolejnych przypadkach, 11 czerwca w porcie we Frankfurcie nad Odrą zaobserwowano dziesiątki martwych ryb. Wśród nich znalazły się sandacze i szczupaki o długości do 60 centymetrów, a także małże i ślimaki, które unosiły się na powierzchni wody. Między 10 a 12 czerwca tego samego roku z rzeki Odry wyłowiono łącznie 600 kg śniętych ryb w pobliżu Głogowa. Od 3 sierpnia masowy pomór ryb nastąpił również w zbiorniku Dzierżno Duże, gdzie w pierwszym okresie wyłowiono ich blisko 10 ton. Nowy wojewoda śląski Marek Wójcik, zdecydował o zakazie kąpieli, wędkowania i zbliżania się do zbiornika. Od tego czasu z wód zbiornika oraz IV sekcji Kanału Gliwickiego wyciągnięto łącznie ponad 127 ton martwych ryb. 2 września, pracownicy Wód Polskich, we współpracy z żołnierzami WOT, odłowili z wód Dzierżna około 245 kilogramów śniętych ryb.

## Przyczyny
W trakcie trwania katastrofy pojawiały się różne doniesienia dotyczące jej przyczyn. Polskie służby po blisko dwóch tygodniach od pierwszych sygnałów nie wskazały źródła zanieczyszczenia wód. W dwóch próbkach z prawdopodobieństwem 80% wykryto mezytylen, ale w innych nie wykryto. Występowanie mezytylenu wykluczono w kolejnych badaniach. Strona niemiecka 12 sierpnia zaalarmowała o wykryciu przekroczonych norm rtęci w wodzie Odry, kolejne pomiary nie potwierdziły tego.
Dane z niemieckiej automatycznej stacji pomiarowej jakości wody w rejonie Frankfurtu nad Odrą wykazały dużą zmianę parametrów wody 7–8 sierpnia, niemal dwukrotnie wzrósł poziom natlenienia, przewodność prądu elektrycznego oraz absorpcja promieni UV, woda stała się też bardziej mętna, a jej pH zwiększyło się do ok. 8,8-9,2, co może wskazywać na zwiększony poziom soli w rzece.
Niemiecki artykuł z 17 sierpnia powiązał pomór rzecznych organizmów z awaryjnym wyłączeniem bloku 5 w należącej do PGE Elektrowni Opole w nocy z 25 na 26 lipca.
18 sierpnia Minister Klimatu i Środowiska Anna Moskwa ogłosiła, że przyczyną pomoru zwierząt były halofilne „złote algi”, co było zbieżne z ekspertyzami niemieckimi, które wskazały na obecność w próbkach wody gatunku Prymnesium parvum.

## Działania informacyjne

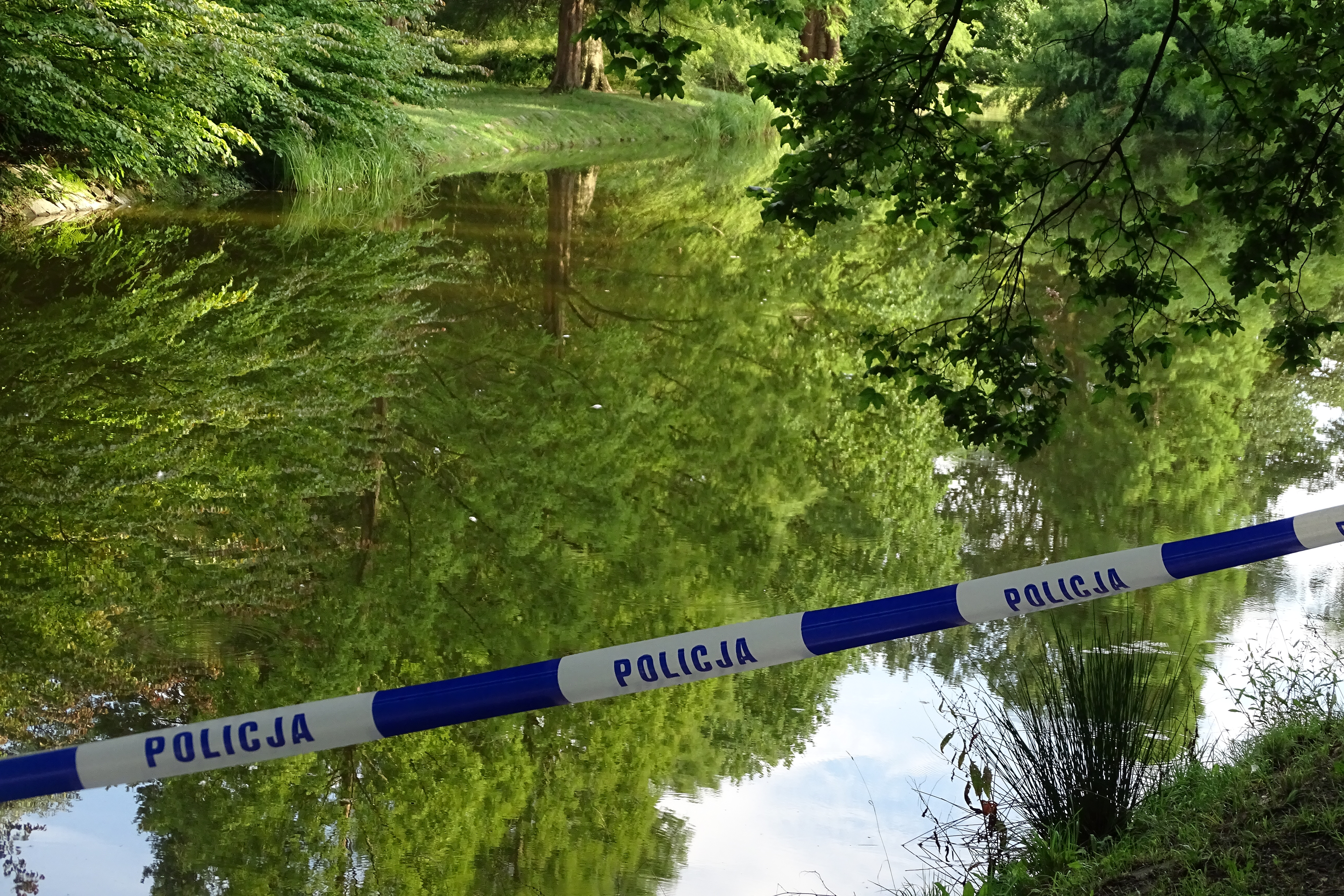
Taśma policyjna nad Odrą we Wrocławiu w 2022 roku

Państwowe instytucje, służby oraz media rządowe nie informowały o skażeniu rzeki opinii publicznej, nie poinformowano również samorządów miast położonych nad rzeką i nie ostrzeżono ludności oraz strony niemieckiej przez kilkanaście dni. Dopiero 12 sierpnia 2022 wojewoda lubuski Władysław Dajczak zapowiedział rozesłanie SMS alertu RCB. Ostrzeżenie zostało rozesłane po ponad dwóch tygodniach od pojawienia się doniesień o skażeniu.
11 sierpnia wiceminister infrastruktury (resortu odpowiedzialnego za administrowanie polskimi rzekami od chwili powołania w 2018 PGW Wody Polskie) Grzegorz Witkowski porównał masowe śnięcie ryb w Odrze do awarii oczyszczalni Czajka i przepompowni ścieków w Gdańsku, które wystąpiły przed laty, nazywając te zdarzenia „katastrofami ekologicznymi”, pomimo iż wielokrotnie przeprowadzone pomiary nie wykazały, że spowodowały one zauważalne następstwa w środowisku. Przeciwko wypowiedzi wiceministra, obwiniającego samorządy za sytuację na Odrze, zaprotestowało kilkudziesięciu samorządowców. 26 sierpnia opublikowano wewnętrzną notatkę PGW Wód Polskich datowaną na 13 sierpnia, w której napisano: „(...) przedmiotowy wyciek substancji ropopochodnej ma związek z rękawem sorpcyjnym i przegrodą założoną na ww. wylocie przez pracowników zakładu Bumar-Łabędy S.A.”.

## Działania zaradcze

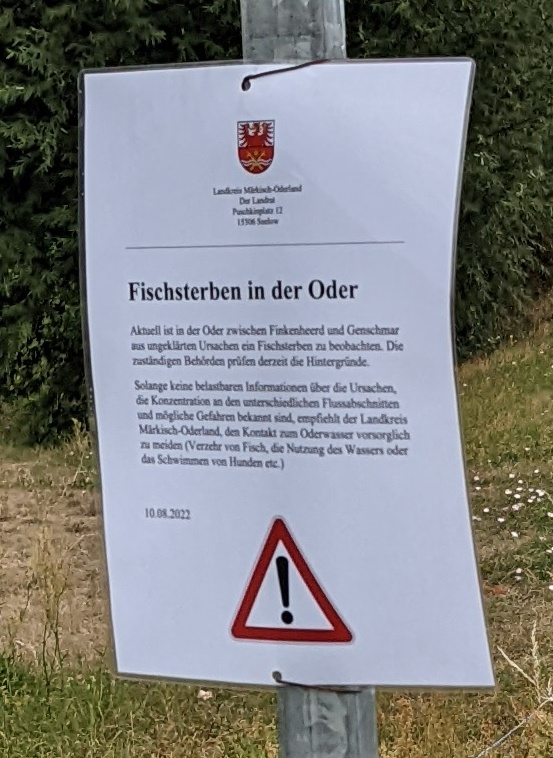
Ostrzeżenie o zagrożeniu ekologicznym na Odrze w 2022 roku (po niemiecku).

Od pojawienia się w końcu lipca 2022 doniesień o tonach śniętych ryb w rzece do połowy sierpnia nie zostały podjęte żadne zorganizowane działania służb państwowych. Nie zostały podane też do publicznej wiadomości zalecenia o potencjalnym niebezpieczeństwie dla ludzi i zwierząt. Martwe zwierzęta unoszące się na powierzchni wody były wyławiane przez wędkarzy i wolontariuszy.

## Śledztwo
3 sierpnia 2022 posłanka Koalicji Obywatelskiej Małgorzata Tracz złożyła interwencję i interpelację ws. zanieczyszczenia Odry. Tego samego dnia zawiadomienie do Prokuratury Rejonowej w Oławie złożył w sprawie skażenia Odry burmistrz Oławy Tomasz Frischmann. Wojewódzki Inspektorat Ochrony Środowiska 9 sierpnia złożył zawiadomienie do Prokuratury Okręgowej we Wrocławiu. Tego samego dnia Główny Inspektorat Ochrony Środowiska zalecił typowanie podmiotów, które mogłyby się przyczynić do zjawiska śnięcia ryb. Prokuratura wrocławska wszczęła śledztwo 10 sierpnia 2022. Krajowy Urząd Kryminalny w Brandenburgii wszczął śledztwo w sprawie zatrucia Odry 11 sierpnia 2022.

## Konsekwencje polityczne
Wieczorem 12 sierpnia 2022 premier Mateusz Morawiecki zdecydował o dymisjach prezesa Wód Polskich Przemysława Dacy i Głównego Inspektora Ochrony Środowiska Michała Mistrzaka.

## Krytyka działań rządu

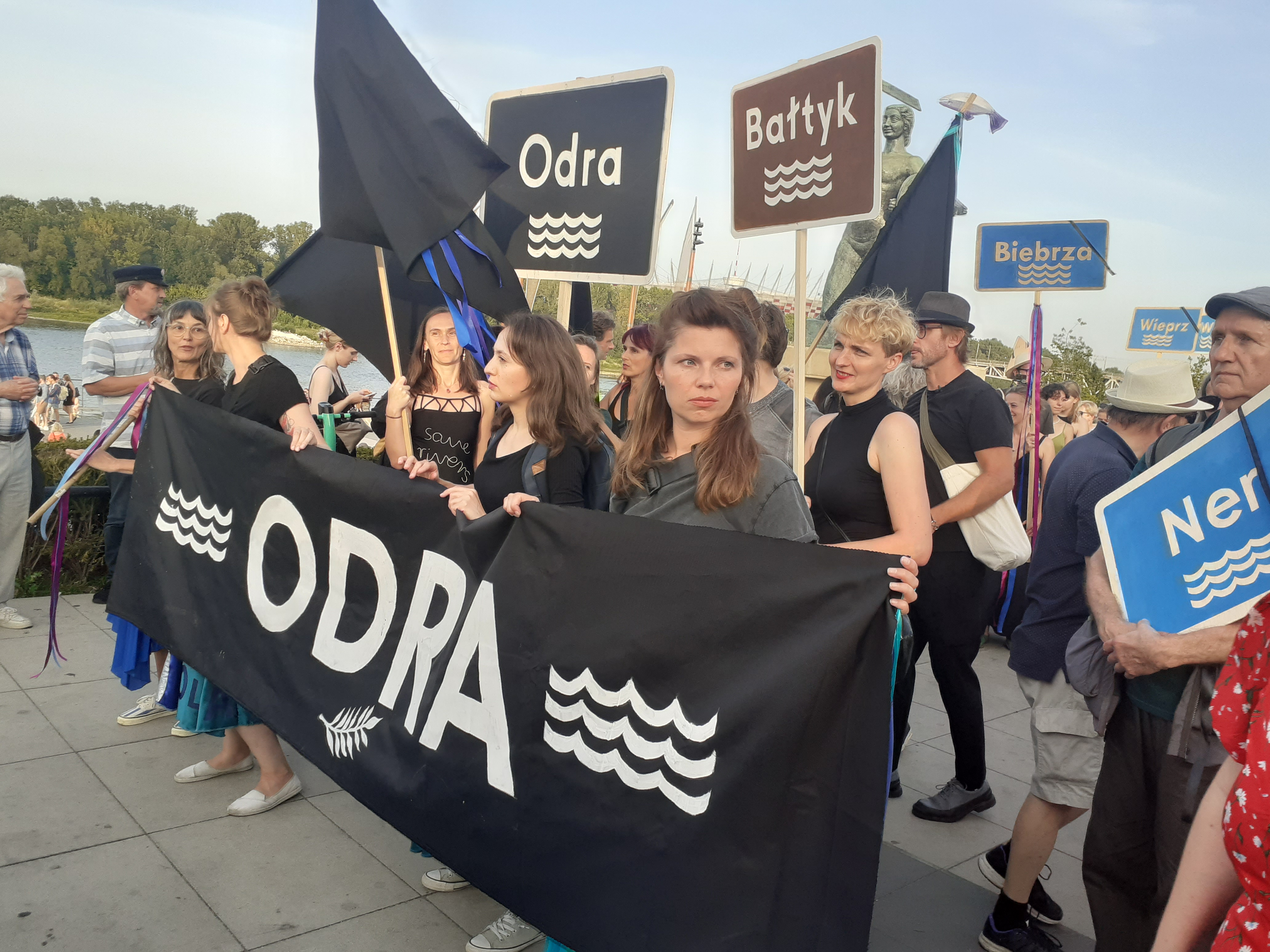
Marsz żałobny dla Odry w dniu 21 sierpnia 2022 w Warszawie.

Opieszałość władz Polski na szczeblu lokalnym i centralnym, jak również bagatelizowanie sytuacji spotkały się z ostrą krytyką. PZW, który informował o sytuacji, wydał oświadczenie, w którym podkreślono, że „zawiodły wszystkie instytucje Państwa odpowiedzialne za wody śródlądowe”. Brandenburski minister środowiska Axel Vogel skrytykował politykę informacyjną Polski. Głos zabrały też organizacje ekologiczne, np. bałtyckie biuro organizacji WWF. Wskazano, że zmarnowano czas, podczas którego można było się przygotować do działań, a skala katastrofy mogła być znacznie mniejsza. 11 sierpnia 2022 wiceminister infrastruktury Grzegorz Witkowski wraz z wiceministrem klimatu i środowiska Jackiem Ozdobą uczestniczyli w konferencji prasowej zorganizowanej w Cigacicach w województwie lubuskim, dotyczącej zanieczyszczenia Odry. Doszło tam do ostrej krytyki zaniechań rządu.